# Slaget ved Port Gibson
Slaget ved Port Gibson blev udkæmpet ved Port Gibson, den 1. maj 1863 mellem styrker fra Unionen og Konføderationen under Vicksburg-kampagnen i den amerikanske borgerkrig. Unionshæren blev ledet af generalmajor Ulysses S. Grant, og de sejrede. 

## Baggrund
Grant indledte sit felttog mod Vicksburg i foråret 1863 med udgangspunkt i Milliken's Bend på den vestlige side af Mississippifloden. Han ville storme Grand Gulf mens hans underordnede generalmajor William T. Sherman narrede fjendens hovedstyrke i Vicksburg ved at finte et angreb på højderne ved Yazoo River. Grant ville derpå overføre 13. korps til generalmajor Nathaniel P. Banks ved Port Hudson mens Sherman skyndte sig med at slutte sig til Grant og James B. McPherson til en fremrykning ind i landet mod jernbanen. Unionsflåden havde imidlertid ikke held af at nedkæmpe de konfødererede batterier ved Grand Gulf, og Grant sejlede derfor længere sydpå og begyndte at krydse Mississippifloden ved Bruinsburg den 30. april. Shermans finte mod Yazoo Bluffs i Slaget ved Snyder's Bluff var en stor succes, og kun en enkelt konfødereret brigade blev sendt sydpå.  
Det eneste konfødererede kavaleri i området, Wirt Adams' kavaleriregiment var blevet beordret til at forlade området og forfølge Grierson's ryttere, så generalmajor John S. Bowen gennemførte en rekognoscering i styrke for at afklare unionsstyrkens hensigter. Bowen rykkede sydpå fra Grand Gulf med Greens Brigade og tog opstilling over Rodney vejen  lige sydvest for Port Gibson i nærheden af Magnolia Church. En enkelt brigade med forstærkninger fra Vicksburg under brigadegeneral Edward D. Tracy ankom senere og blev placeret over Bruinsburg vejen tre kilometer nord for Greens stilling. Baldwins Brigade ankom senere og blev placeret som støtte for Greens Brigade. 20 meter høje bakker adskilte af næsten lodrette kløfter fyldt med sukkerrør og underskov gjorde Bowens stilling holdbar trods de overvældende Unionsstyrker, der var på vej mod ham. 
Det konfødererede kavaleris fravær skulle få en stor betydning for det efterfølgende felttog. Havde Bowen været sikker på at unionstropperne gik i land ved Bruinsburg og ikke Rodney, kunne han havde taget opstilling på skrænterne over Bruinsburg og forhindret Grants armé i at få et brohoved. Unionstroppernes indsats for hurtigt at komme ind i landet var understøttet af det faktum at generalmajor John A. McClernand havde glemt at uddele rationer til mændene. Trods den heraf følgende forsinkelse rykkede Army of the Tennessee op på skrænterne over floden uden at møde modstand og forsatte hurtigt mod Port Gibson. Lige efter midnat den 1. maj stødte fortroppen af 14. division under brigadegeneral Eugene A. Carr på konfødererede forposter ved Schaiffer House. Sporadisk skydning og artilleriild forsatte indtil kl. 3 om morgenen. På vagt overfor Tracys brigade mod nord posterede McClernand brigadegeneral Peter J. Osterhauss 9. division med front i den retning. Efter at have fået klarlagt modstanderens stillinger faldt begge sider til ro, og ventede på daggryet.

## Slaget
General Carr afsøgte terrænet foran sig og konstaterede at et frontalt angreb gennem krattet af sukkerrør ville være omsonst. Han udtænkte en omgående bevægelse hvorved en brigade langsomt rykkede frem gennem krattet mens den anden brigade gik ned til bunden af Widow's Creek og derfra slog til mod de konfødererede styrkes venstre flanke. Brigadegeneral Alvin P. Hoveys 12. division ankom og strømmede frem netop som Carrs mænd stormede den konfødererede stilling. Begge flanker var blevet omgået, og Greens mænd tog flugten. McClernand stoppede op for at reorganisere, og derpå, som den politiker han var, holdt han en række højtravende taler indtil Grant påpegede overfor ham, at de konfødererede blot havde trukket sig tilbage til stillinger, som var lettere at holde. Forstærket af brigadegeneral A. J. Smiths 10. division og Stevensons brigade fra McPhersons  17. Korps genoptog McClernand forfølgelse. Med 20.000 mand presset sammen på en 2½ km bred front virkede det som om det var McClernands plan at tvinge sig vej forbi den konfødererede front. Et angreb i flanken fra oberst Francis Cockrells tropper fra Missouri tvang Unionens højre flanke tilbage og gav McClernand en pause. Ved solnedgang faldt begge sider til ro i et dødvande land en bred front på Rodney Road adskillige kilometer fra Port Gibson. 
På fronten ved vejen til Bruinsburg havde Osterhaus været tilfreds med at presse Tracys styrke med skarpskytter og artilleri, og sendte ind imellem et regiment uden støtte af sted kom den konfødererede linje. Generalmajor James B. McPherson dukkede op sidst på eftermiddagen med John E. Smiths brigade. Iklædt en kappe for at skjule sin rang indspicerede han fronten og planlagde hurtigt en omgående bevægelse, som ville gøre hele den konfødererede højrefløj umulig at holde. Tyve minutter efter at tropper var blevet opstillet til angrebet var de konfødererede på tilbagetog ind i det nederste af Bayou Pierre, og flere hundrede blev taget til fange. Da vejen bagud nu var truet begyndte Bowen at trække sig tilbage gennem Port Gibson til den nordlige bred af Bayou Pierre.

## Efterspil
Den 2. maj manøvrerede Grant hurtigt Bown ud af sine stilling ved at sende McPherson af sted for at krydse Bayou Pierre ved et vadested nogle kilometer oppe ad floden. I erkendelse af at McPherson kunne afskære ham fra broen over Big Black River gav Bowen ordre til at de imponerende stillinger ved Grand Gulf skulle opgives, magasinet sprænges og det tunge artilleri ødelægges. Kanonbåde fra Unionen, som undersøgte årsagen til eksplosionen ankom og erobrede Grand Gulf uden at affyre et skud. Grant forstod årsagen til eksplosionen og red til Grand Gulf med en beskeden eskorte, fik sit første bad i ugevis og fejrede erobringen af det som blev hans centrale forsyningsdepot mens han rykkede ind i landet. Mens han slappede af fik han læst sin post, herunder en besked fra Banks om at han ikke var i nærheden af Port Hudson. Grants plan om at afsende McClernand til Banks måtte vente.
Da det var for sent at gøre andet end at bekræfte Bowens beslutning ankom generalmajor William W. Loring og overtog ledelsen. Der foregik en omfattende aktivitet i de konfødereredes bagområde, da de hastede med at bringe deres styrke over den smalle bro. Fortroppen af 17. Korps ankom i tide til at redde broen fra ødelæggelse. Den pjaltede hær, som havde kæmpet så godt ved Port Gibson stoppede ikke før de var nået til befæstningerne i  Warrenton 15 km borte. Her begyndte de at forbedre befæstningerne langs vejen til Vicksburg i forventning om at Grant ville være i hælene på dem. Grant havde imidlertid andre planer. Vejene på den vestlige bred af Big Black River var åbne hele vejen til delstaten Mississippis hovedstad, og den kritiske jernbaneforbindelse til Vicksburg. Det var mod disse mål Grant rettede sit næste fremstød.  

## Eksterne kilder
- History Under Siege: Port Gibson blev i 2009 placeret på Civil War Preservation Trusts liste over de 10 mest truede slagmarker fra borgerkrigen Arkiveret 30. marts 2009 hos  Wayback Machine

31°57′36″N 90°58′55″V / 31.96°N 90.982°V